# Marcial Antonio López Quílez
Marcial Antonio López Quílez, baró de Lajoyosa (Daroca, 30 de juny de 1788 - Madrid, 30 d'abril de 1857) fou un advocat, historiador i polític aragonès, membre de la Reial Acadèmia de la Història.

## Biografia
Fill del farmacèutic Pedro López i de Zenona Quílez, va cursar els primers estudis al col·legi de l'Escola Pia de Daroca; després va passar a Saragossa i posteriorment a la Universitat d'Alcalá de Henares, on va acabar els estudis de Dret. En 1816 era advocat del Col·legi de Madrid, va obtenir l'acta de diputat a Corts Espanyoles per Aragó en les Corts constituents de 1820; va ser primer secretari fins a la seva dissolució en 1823. Per motius polítics es va exiliar a França.
Des de 1824 a 1831 sembla que resideix a Villanueva de Jiloca, segons consta en el llibre de registre de l'Arxiu Parroquial, ja que existeixen suficients dades per pensar que alternava la seva estada a València.
Sembla que va tornar a l'activitat pública cap a 1833; aquest any era nomenat secretari de la reina regent Maria Cristina de Borbó, vídua de Ferran VII. En 1838 va obtenir el títol de baró de Lajoyosa per compra al marquès de Bégida. De 1845 a 1849 va ser director de la Reial Acadèmia de la Història, en la que va ingressar el 1836; i de 1844 a 1857, any en què va morir, fou tresorer de la Reial Acadèmia de la Llengua. També va ser secretari de la de Belles arts. Va morir el 30 d'abril de 1857.